# Cité Hiver
La cité Hiver est une voie du 19e arrondissement de Paris, en France.

## Situation et accès
La cité Hiver est une voie privée située dans le 19e arrondissement de Paris. Elle débute au 73, avenue Secrétan et se termine en impasse.

## Origine du nom
Elle porte le nom de M. Hiver, principal locataire, gérant de la cité.

## Historique
Cette voie privée en impasse est ouverte en 1868 et est fermée à la circulation publique par un arrêté municipal du 17 avril 1991.